# جعفرآباد (نوبران)
جعفرآباد یک منطقهٔ مسکونی در ایران است که در بخش نوبران شهرستان ساوه واقع شده‌است.